# Matthias Willems

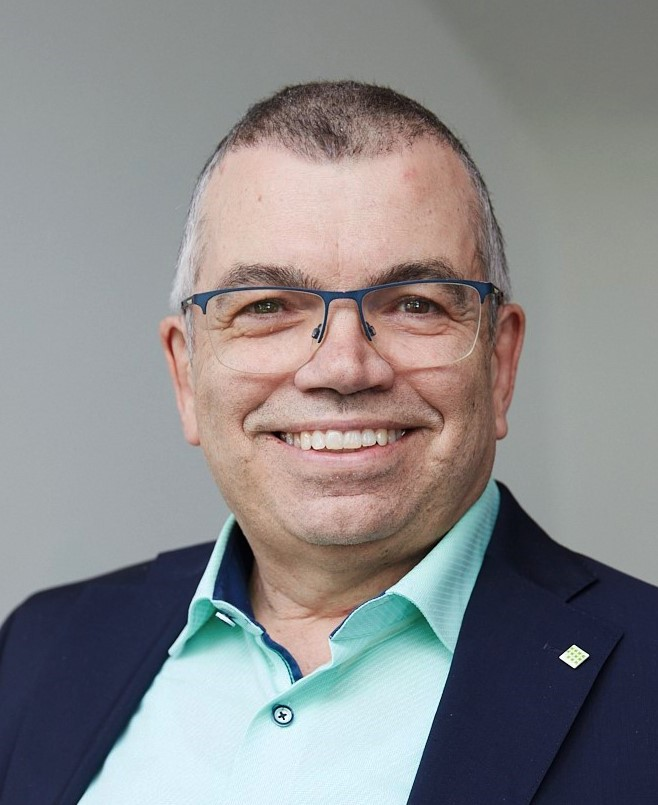
Matthias Willems (2024)

Matthias Willems (* 30. November 1963 in Bad Kreuznach) ist ein deutscher Medizininformatiker. Er ist Hochschullehrer an der Technischen Hochschule Mittelhessen (THM) und seit 1. April 2016 Präsident der THM.

## Lebenslauf
Nach dem Abitur am Staatlichen Gymnasium an der Stadtmauer in Bad Kreuznach studierte Willems an der Universität Heidelberg und der Fachhochschule Heilbronn Medizinische Informatik und schloss mit der Diplomprüfung ab. An der Universität Ulm promovierte er 1991 zum Dr. rer. biol. hum. und qualifizierte sich an der École Nationale des Ponts et Chaussées in Paris zum Executive M.B.A. (2002) weiter.
Von 1991 bis 2002 arbeitete Willems für verschiedene Softwareunternehmen. Zuletzt war er Mitglied der Geschäftsleitung bei Oracle Deutschland in Frankfurt am Main.
Im Jahr 2003 folgte Willems einer Berufung als Professor für Praktische Informatik an die Fachhochschule Gießen-Friedberg (heute Technische Hochschule Mittelhessen). Schwerpunkte in der Lehre sind unter anderem Verhandlungsführung und Vertrieb sowie das Management von IT-Projekten. 
Im Oktober 2015 wählte der Senat der Hochschule Willems als Nachfolger von Günther Grabatin für eine Amtszeit von sechs Jahren zum Präsidenten der THM. Am 10. Oktober 2021 trat Willems zur Wiederwahl an und erhielt im ersten Wahlgang 29 von 32 abgegebenen Senats-Stimmen. Eine Findungskommission aus Mitgliedern des Wahlvorstandes und des Hochschulrats hatte Willems als einzigen Kandidaten vorgeschlagen. Die Amtszeit beginnt am 1. April 2022 und dauert sechs Jahre.
Willems ist Mitglied in zahlreichen Gremien und Aufsichtsorganen. Dazu gehört seit 2018 die Mitgliedschaft im Kuratorium des Max-Planck-Instituts für Herz- und Lungenforschung – W.G. Kerckhoff-Institut und der William G. Kerckhoff-Stiftung für wissenschaftliche Forschung und Fortbildung (Bad Nauheim). Des Weiteren ist er seit 2022 Mitglied im Arbeitskreis Hochschule/Wirtschaft der Bundesvereinigung der Deutschen Arbeitgeberverbände (BDA), des Bundesverbandes der Deutschen Industrie (BDI) und der Hochschulrektorenkonferenz (HRK).
Willems engagiert sich im Zentrum Dualer Hochschulstudien der THM in Wetzlar. Von 2012 bis 2015 war er dort Geschäftsführender Direktor. Als Hochschulpräsident vertritt Willems die THM als Vorsitzender des Kuratoriums von „StudiumPlus – Duales Studium“.
Willems fördert die Zusammenarbeit der mittelhessischen Hochschulen Justus-Liebig-Universität Gießen, Philipps-Universität Marburg und Technische Hochschule Mittelhessen: Bei der gemeinsamen Transfer-Institution „TransMIT Gesellschaft für Technologietransfer mbH“ ist Willems als Präsident Mitglied des Beirats, von 2019 bis 2023 war er dessen Vorsitzender.
Daneben lenkt Willems seit 2016 als Mitglied des Direktoriums des „Forschungscampus Mittelhessen“ (FCMH) und im Zentrumsrat des „Promotionszentrums für Ingenieurwissenschaften“ (PZI) die Geschicke des Forschungsverbundes der drei mittelhessischen Hochschulen.